# بوبي بورنس (لاعب كرة قدم)
بوبي بورنس (بالإنجليزية: Bobby Burns)‏ هو لاعب كرة قدم بريطاني في مركز الوسط، ولد في 7 أكتوبر 1999 في Antrim ‏ في المملكة المتحدة. شارك مع منتخب أيرلندا الشمالية تحت 21 سنة لكرة القدم. أما مع النوادي، فقد لعب مع هارت أوف ميدلوثيان.

## وصلات خارجية
- بوبي بورنس (لاعب كرة قدم) على موقع الاتحاد الأوربي (الإنجليزية)
- بوبي بورنس (لاعب كرة قدم) على موقع قاعدة بيانات كرة القدم.إي يو (الإنجليزية)
- بوبي بورنس (لاعب كرة قدم) على موقع Soccerbase.com (لاعب) (الإنجليزية)
- بوبي بورنس (لاعب كرة قدم) على موقع Soccerway.com (الإنجليزية)